# Lal Behari Day
Il reverendo Lal Behari Day (Sonapalasi, 18 dicembre 1824 – Calcutta, 28 ottobre 1892) è stato uno scrittore e giornalista indiano di etnia bengalese.
Fu noto per le sue controverse opere teologiche e per le antologie di racconti: Govinda Samanta (1874), otto novelle rappresentanti le condizioni di vita delle popolazioni rurali e della classe operaia (opera che venne elogiata da Charles Darwin); e Folk-Tales of Bengal (1883), una raccolta di fiabe ed elementi folkloristici della sua terra.